# Organisasi Papua Merdeka

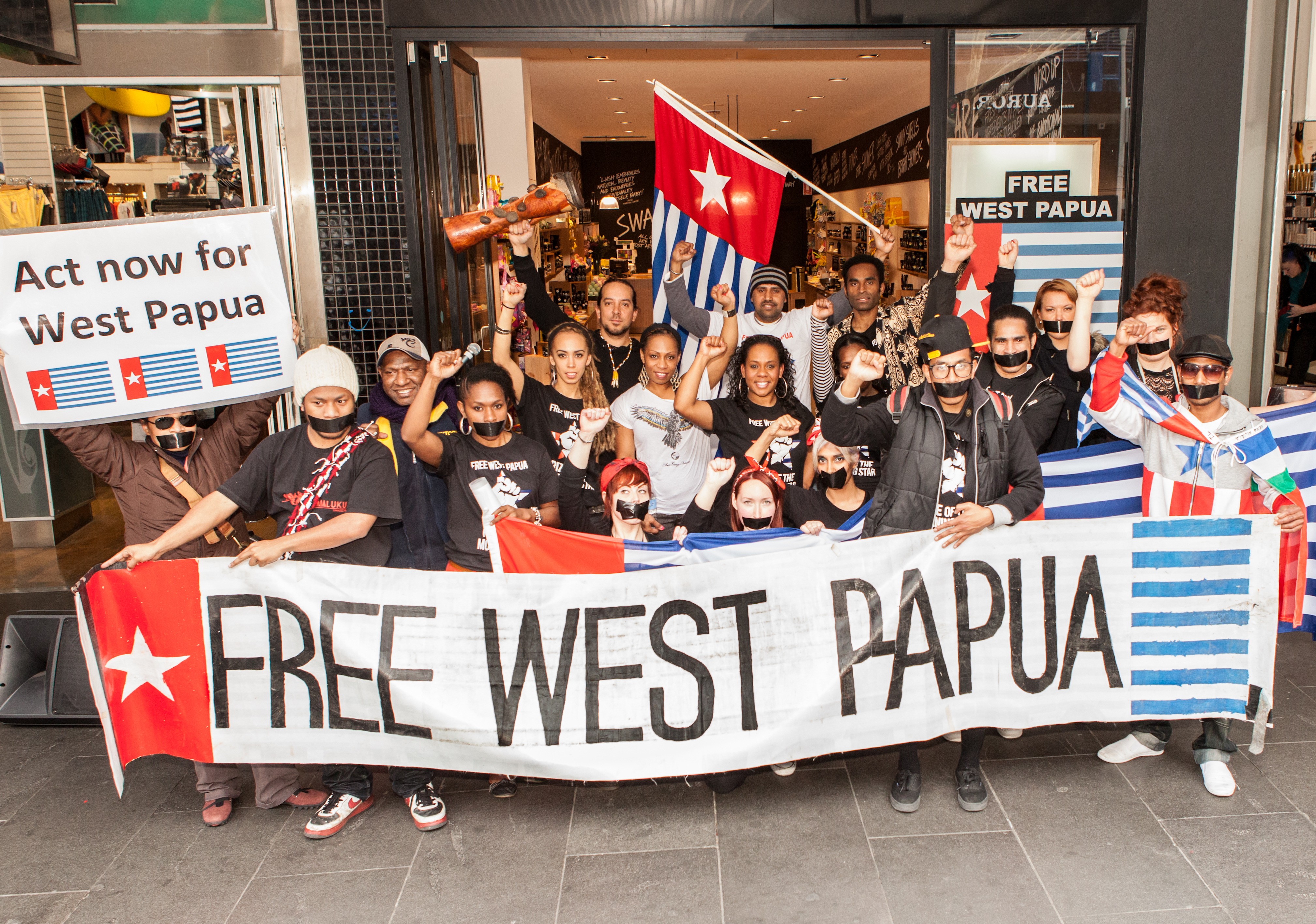
Een protestactie in Melbourne in 2012.

De Organisasi Papua Merdeka (OPM, Nederlands: Organisatie voor een vrij Papoea, Engels: Free Papua Movement) is een organisatie die onder de naam Organisasi Perjuangan Papua Merdeka (OPPM, Nederlands: Strijdorganisatie voor een vrij Papoea) is opgericht op 19 april 1965 in Andai bij Manokwari, Westelijk Nieuw-Guinea, met als doel het bereiken van onafhankelijkheid voor de republiek van West-Papoea.

## Het Papoea Vrijwilligers Korps (PVK)
De oprichters bestonden uit ontslagen leden van het Papoea Vrijwilligers Korps (PVK) en andere ingezetenen van Manokwari, die niet tevreden waren met de overgang van voormalig Nederlands-Nieuw-Guinea naar Indonesië. Het Papoea Vrijwilligers Korps was onder Nederlands bestuur opgericht als een door Papoea's geleid legeronderdeel, dat deel uitmaakte van de organisaties die het gebied moesten ondersteunen naar onafhankelijkheid. Die onafhankelijkheid is er als gevolg van internationale politieke druk nooit gekomen. Nederlands-Nieuw-Guinea werd na een kort bestuur onder VN-vlag met de naam UNTEA in 1963 Indonesisch. De meeste leden van het Papoea Vrijwilligers Korps werden door de UNTEA ontslagen. De komst van de Indonesiërs leidde in Nieuw-Guinea tot leegroof, verwaarlozing en ernstige voedseltekorten, als gevolg waarvan de bevolking zich steeds meer tegen de Indonesiërs ging verzetten.

## Militaire organisatie en steun
De OPM had tot doel de strijd voor onafhankelijkheid onder het Indonesische bestuur voort te zetten, ook met militaire middelen. Het bestuur van de organisatie werd voorgezeten door Terry Aronggear. Kort na de oprichting werd een gewapende tak van de OPM opgericht onder leiding van Permenas "Ferry" Awom. De OPM zou volgens de plannen pas actief worden in 1969 tijdens de door Indonesië toegezegde volksraadpleging, en zou tot die tijd ondergronds blijven. De organisatie werd echter al spoedig na de oprichting verraden, waarna een groot aantal leden werd gearresteerd. Op 10 juli 1965 trok een aantal leden onder leiding van Ferry Awom de binnenlanden van de Vogelkop in om vanuit het oerwoud de strijd voort te zetten.
De organisatie kreeg daarbij steun van strijders uit de Arfak, een berggebied bij Manokwari, maar ook van Chinese middenstanders uit Manokwari zelf. Ook in het buitenland werd steun gezocht. In 1978 vroeg de OPM de Fa. Berani Singa Cve. Pty. Ltd. uit Mount Lawley, Australia om postzegels te produceren om zodoende meer publiciteit te krijgen. De regering in ballingschap van de Republik Maluku Selatan (RMS, Republiek der Zuid-Molukken) stelde postzegels uit haar eigen voorraden beschikbaar om het streven van de OPM te steunen. Naast RMS-postzegels zijn ook postzegels van Papua and New Guinea in de periode 1978 - 1979 overdrukt. De militaire OPM-organisatie bestond uit vier regimenten, die een groot deel van de binnenlanden van de Vogelkop beheersten. Regelmatig werden Indonesische kazernes en wapenopslagplaatsen overvallen, onder andere bij Kebar, Warmare, Arfai en Sausapor. De Indonesische aanpak van de OPM richtte zich op het militair bestrijden van de organisatie. Ook werden pogingen ondernomen de commandanten van de OPM tot overgave te bewegen met het aanbod van functies in het Indonesische leger.

## De strijd van de OPM
De militaire organisatie van de OPM bleef bestaan tot na 1970. De organisatie was inmiddels aanzienlijk verzwakt. De volksraadpleging, waarin de inwoners van Papoea de kans kregen zich uit te spreken voor onafhankelijkheid of voor aansluiting bij Indonesië, was in 1969 gehouden, en door Indonesië zodanig gemanipuleerd dat voor aansluiting werd gekozen. Op 10 juli 1970 werd door het Indonesische leger een slotoffensief ingezet, en commandant Ferry Awom, een van de laatst overgebleven leiders van de OPM, werd overgehaald zich over te geven. Op 24 juni 1971 werd Awom gevraagd strijdmakkers op het eiland Biak tot overgave te bewegen. Nadien is hij naar Jayapura afgereisd, maar daar nooit aangekomen. Het verdwijnen van Ferry Awom leidde onder de bevolking tot de overtuiging dat hij nog ergens in het oerwoud met de onafhankelijkheidsstrijd bezig was. In 2003 echter bekende de oud-commandant van het Indonesische leger Acub Zainal dat Ferry Awom door het Indonische leger uit de weg was geruimd en dat zijn lijk in zee was gegooid.
1971 was echter niet het definitieve einde van de OPM. Zoals te zien in de film "De krijgers van West-Papua" van Claudio von Planta, was de OPM in elk geval in 1991 nog steeds actief.

## Andere bevrijdingsbewegingen
Naast de OPM wordt de onafhankelijkheidsstrijd door andere bewegingen met namen als Tentara Pembebasan Nasional (TPN) - Nationaal Bevrijdingsleger en Pasukan Pembebasan Nasional (Papenal) - Nationale bevrijdingstroepen gevoerd. Deze groepen opereren in het grensgebied met Papoea-Nieuw-Guinea en in het centrale berggebied van Papoea.

## De OPM van leger tot symbool
Door de Indonesiërs werden deze gewapende groepen steevast onder de verzamelnaam OPM aangeduid. De OPM begon daardoor steeds meer een symbool te worden van verzet tegen de Indonesische overheersing. Inwoners met sympathieën voor onafhankelijkheid werden door Indonesië beschouwd als subversief en beschuldigd van lidmaatschap van de OPM. Voor veel Papoea's werd OPM een begrip voor de strijd voor het behoud van een eigen identiteit. "Uiteindelijk zijn we allen OPM-ers", is een veel gehoorde uitspraak in Papoea.